# Sauber C8
La Sauber C8 est une voiture de course de l'écurie suisse Sauber, construite pour les Championnats du monde des voitures de sport de 1985 et 1986.

## Résultats
- 24 Heures du Mans :
  - 1985 : Non partant
  - 1986 : Abandon
  - 1987 : Abandon
  - 1988 : Abandon

- Championnat du monde des voitures de sport :
  - 5e place en 1986 (Victoire aux 1 000 kilomètres du Nürburgring)